# Riccardo Fogli Collection
Riccardo Fogli collection  è una raccolta di Riccardo Fogli contenente 20 brani. Disco CGD PRD 20294 Italia. Musica e testi di: M. Fabrizio - R.Fogli - G.Morra.

## Tracce
1. Storie di tutti i giorni
2. Sulla buona strada
3. Mondo
4. Ma quale amore
5. Come cambia in fretta il cielo
6. Giorni cantati
7. Che notte è
8. Cambierò la mia esistenza
9. Torna a sorridere
10. Storia di un'altra storia
11. Altri tempi
12. È già parlare di noi
13. Io ti prego di ascoltare
14. Voglio sognare
15. Compagnia
16. Come passa il tempo stasera
17. Non finisce così
18. Che ne sai
19. Per Lucia
20. Una donna così

- Produzione e realizzazione: Giancarlo Lucariello
- Arrangiamenti e direzione: Maurizio Fabrizio